# Milton Mendes
Milton Mendes (født 25. april 1965) er en tidligere brasiliansk fodboldspiller og træner.